# ラングハンス巨細胞

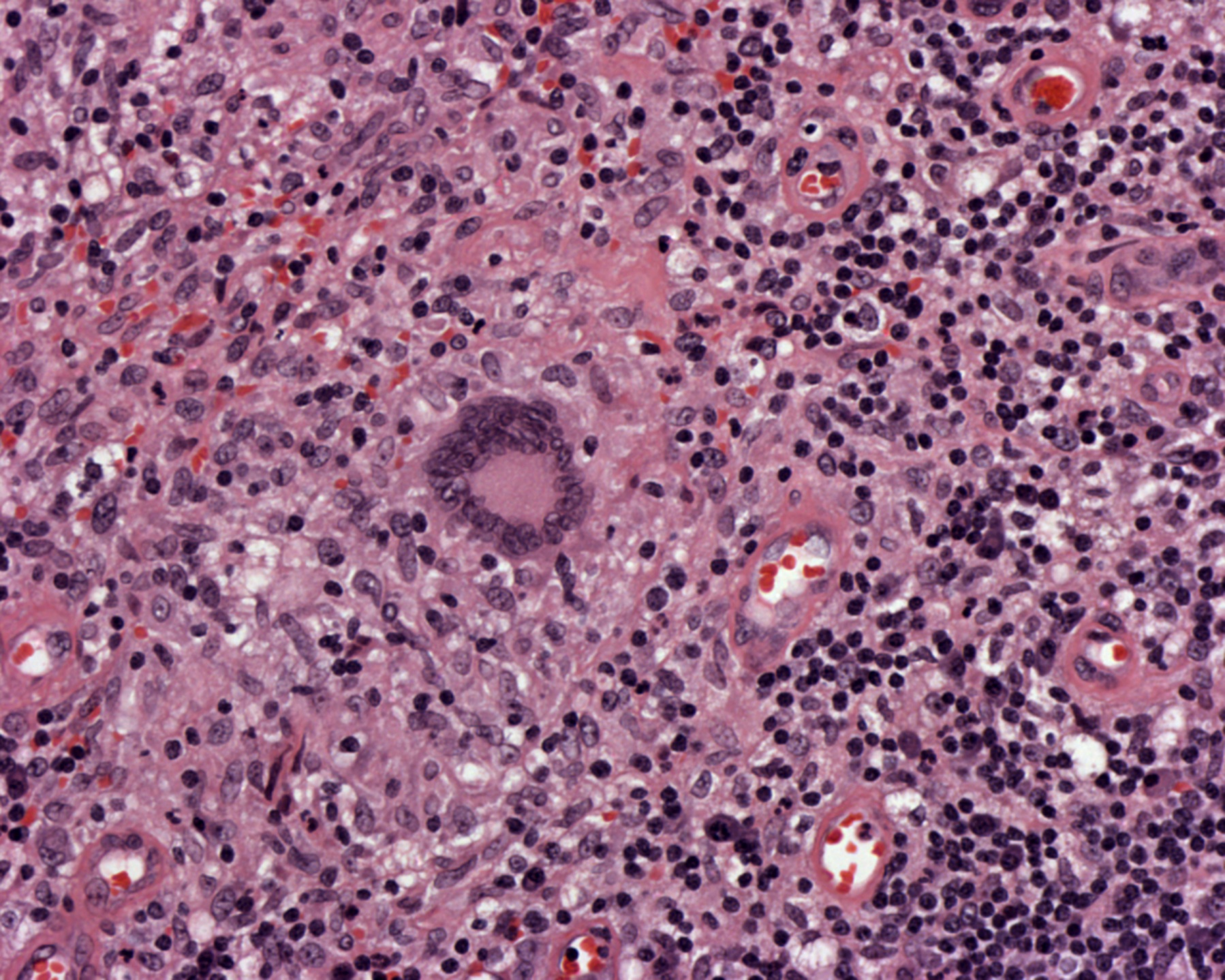
左中央に肉芽腫が形成されている肉芽形成組織。多核のラングハンス巨細胞が認められる。

ラングハンス巨細胞（ラングハンスきょさいぼう、英:Langhans giant cell）とは、肉芽腫性疾患に認められる巨細胞。
類上皮細胞（マクロファージ）の融合により形成され、細胞周縁に馬蹄形の多数の核が存在する。このマクロファージの融合は、in vitroではインターフェロンγなどのサイトカインによって誘導される。きわめて活発な免疫反応を示す肉芽腫でよく見られ、その存在は結核あるいは他のマイコバクテリア感染症を示唆する（乾酪性肉芽腫）。
ランゲルハンス細胞と混同してはならない。医学問題表題集（MeSH）によると、ラングハンス巨細胞はマクロファージの集合体であり、ランゲルハンス細胞とは異なる。
ラングハンス巨細胞の名称は、ドイツの病理学者であるテオドール・ラングハンス（1839年 - 1915年）にちなむ。

## 注
1. ↑  直訳では「試験管内で」の意味、生体外での反応などについていう。
2. ↑  Möst, JH; Neumayer, HP; Dierich, MP (1990), “Cytokine-induced generation of multinucleate giant cells in vitro requires interferon-gamma and expression of LFA-1”, Eur J Immunol:  1661-1667, PMID 1976520
3. ↑   J Pritchard, P Foley, H Wong. Langerhans and Langhans: what's misleading in a name? Lancet (2003): 362 (9387), 922.